# Intel DX4

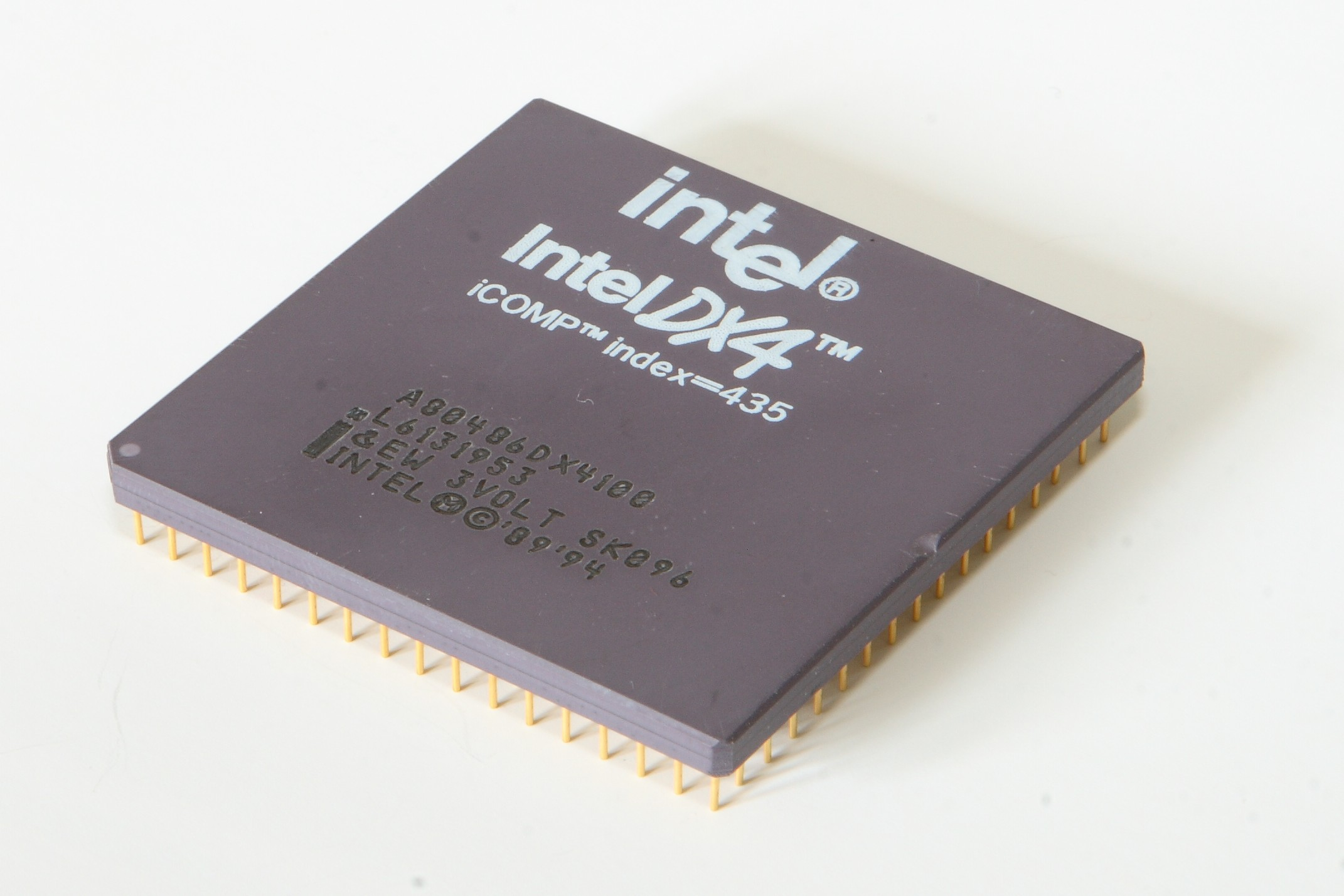
Intel DX4 100MHz

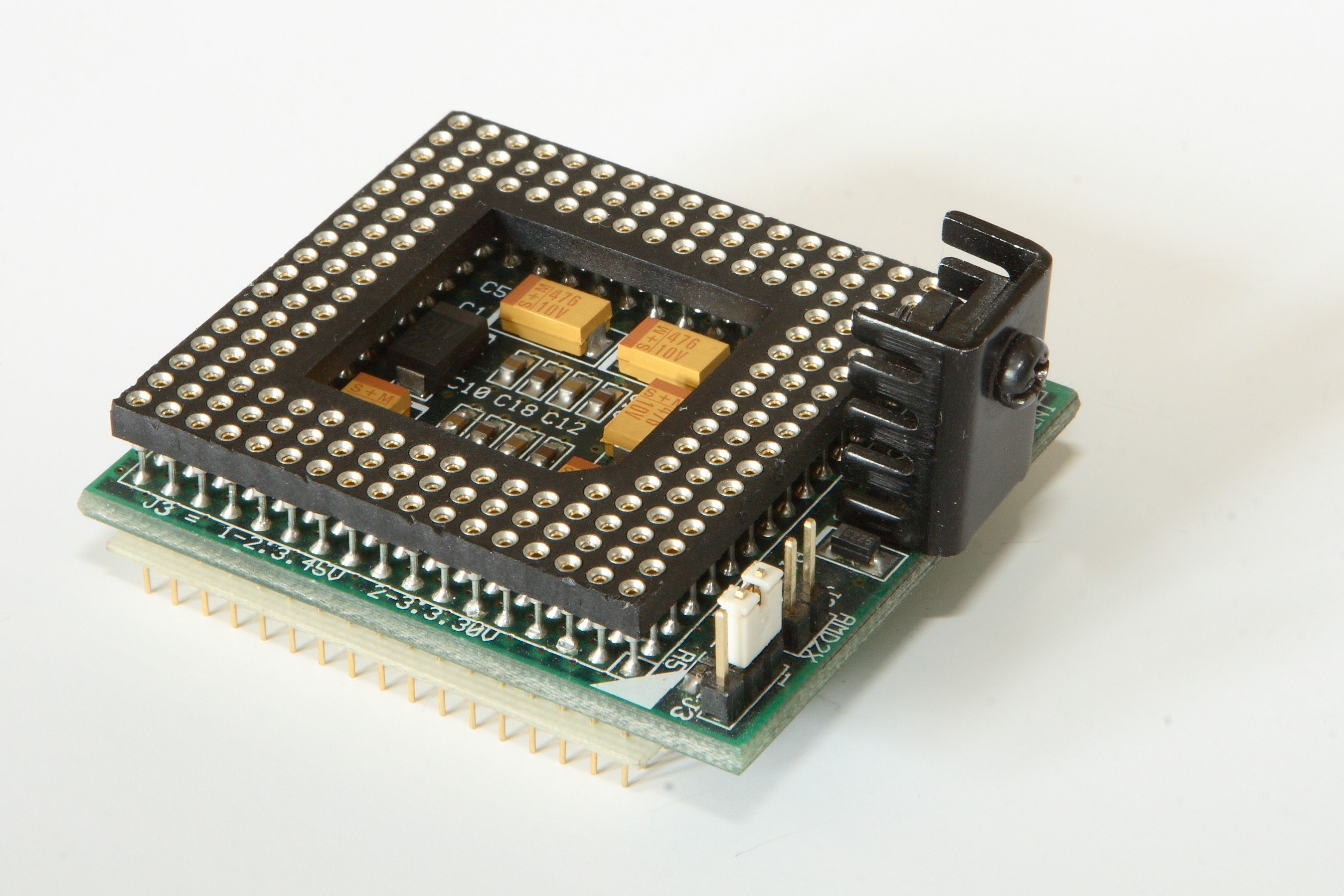
Feszültségátalakító a DX4 processzorokhoz (5V-ról 3,3V-ra)

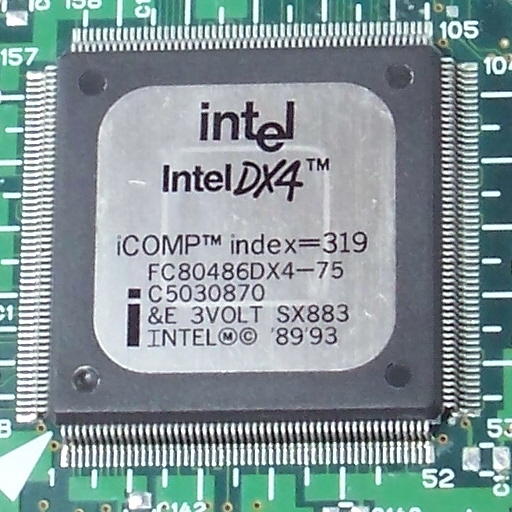
IntelDX4™ FC80486DX4-75 SX883 75MHz (3x 25MHz) 16 KiB L1 WT gyorsítótár 1995 januárjából, egy Toshiba laptopból kifűrészelve

Az IntelDX4 egy háromszoros órajelű i486 mikroprocesszor, 16 KiB L1 gyorsítótárral. Az Intel DX4-nek nevezte el (nem pedig DX3-nak), az AMD-vel a márkajelzésekben folytatott pereskedés következményeképp. A termék hivatalos neve IntelDX4, de az OEM-ek továbbra is az i486 elnevezési konvenciót használták.
Az Intel az IntelDX4-eket két órajelfokozattal gyártotta: egy 75 MHz-es verzióban (3×25 MHz szorzóval), és egy 100 MHz-es verzióban (általában 3×33,3 MHz, de előfordult 2×50 MHz-es változat is). Mindkét csipet 1994 márciusában bocsátották ki. Az IntelDX4 visszaíró / write-back gyorsítótárral felszerelt változata 1994 októberében jelent meg.
Az eredeti write-through gyorsítótáras csipváltozatok „&E” lézervésett jelöléssel vannak ellátva, míg a write-back változatokat „&EW” jelöli. Az IntelDX4 i486 OverDrive kiadásai rögzített szorzóval rendelkeznek, ezért csak a külső órajel háromszorosán képesek futni. A processzor 100 MHz-es modellje 435-ös pontszámot ért el az iCOMP tesztben, míg a 75 MHz-es processzor 319-et. Az IntelDX4 kizárólagosan OEM termék volt, de a DX4 Overdrive a kiskereskedelemben is kapható volt.
Az IntelDX4 mikroprocesszor jobbára lábkompatibilis a 80486-ossal, de alacsonyabb 3,3 voltos feszültségre van szüksége. A rendes 80486 és DX2 processzorok 5 voltos tápfeszültséggel működnek; egy eredeti, változtatás nélküli foglalatba helyezve a DX4 tönkremegy. Azokban az alaplapokban, amelyek nem biztosítanak 3,3 voltos feszültséget a processzoroknak, általában alkalmazható egy feszültségszabályzó (voltage regulator, VRM), amelyet a foglalatba kell helyezni és abba ültethető a processzor.

## S-specifikációk
| processzor sebesség (MHz) | bemeneti órajel (MHz) | V Center (V) | V Range (V) | szám             | órajelszorzó | S-Spec szám                |
| ------------------------- | --------------------- | ------------ | ----------- | ---------------- | ------------ | -------------------------- |
| 75                        | 25 × 3                | 3,3          | 3,1 - 3,6   | FC80486DX4-75    | csak 3×      | SK052, SX883               |
| 100                       | 33 × 3                | 3,3, 3,45    | 3,1 - 3,6   | FC80486DX4-100   | csak 3×      | SX906                      |
| 100                       | 33 × 3 / 50 × 2       | 3,45         | 3,3 - 3,6   | FC80486DX4-100   | 3× vagy 2×   | SX876                      |
| 100                       | 33 × 3 / 50 × 2       | 3,3, 3,45    | 3,1 - 3,6   | FC80486DX4-100   | 3× vagy 2×   | SK053                      |
| 75                        | 25 × 3                | 3,3          | 3,1 - 3,6   | A80486DX4-75     | csak 3×      | SK047, SX884               |
| 100                       | 33 × 3                | 3,45         | 3,3 - 3,6   | A80486DX4-100    | csak 3×      | SK051, SX900               |
| 100                       | 33 × 3 / 50 × 2       | 3,45         | 3,3 - 3,6   | A80486DX4-100    | 3× vagy 2×   | SX877                      |
| 100                       | 33 × 3 / 50 × 2       | 3,3          | 3,1 - 3,6   | A80486DX4-100    | 3× vagy 2×   | SK050                      |
| 100                       | 33 × 3                | 3,45         | 3,3 - 3,6   | A80486DX4WB-100  | csak 3×      | SK096                      |
| 100                       | 33 × 3 / 50 × 2       | 3,3          | 3,1 - 3,6   | A80486DX4WB-100  | 3× vagy 2×   | korlátozottan hozzáférhető |
| 75                        | 25 × 3                | 3,3          | 3,1 - 3,5   | A80486DX4WB-75   | csak 3×      | SK102                      |
| 100                       | 33 × 3 / 50 × 2       | 3,3          | 3,1 - 3,6   | FC80486DX4WB-100 | 3× vagy 2×   | SK099                      |
| 75                        | 25 × 3                | 3,3          | 3,1 - 3,5   | FC80486DX4WB-75  | csak 3×      | SK100                      |

## Fordítás
Ez a szócikk részben vagy egészben  az   Intel DX4 című angol Wikipédia-szócikk ezen változatának fordításán alapul.  Az eredeti cikk szerkesztőit annak laptörténete sorolja fel. Ez a jelzés csupán a megfogalmazás eredetét és a szerzői jogokat jelzi, nem szolgál a cikkben szereplő információk forrásmegjelöléseként.